# جیمز داگلاس (پزشک)
جیمز داگلاس (انگلیسی: James Douglas؛ ‏ ۲۱ مارس ۱۶۷۵ – ۲ آوریل ۱۷۴۲) پزشک و کالبدشناس اهل پادشاهی اسکاتلند بود. وی پزشک مخصوص ملکهٔ بریتانیا «کارولین آنسباخ» (همسر جرج دوم) بود. برادر او جیمز داگلاس جراح و سنگ‌بردار مشهور بریتانیایی بود. وی ابتدا مدرک کارشناسی ارشد خود را از دانشگاه ادینبرو گرفت و سپس دکترای پزشکی خود را در رنس فرانسه اخذ نمود و در سال ۱۷۰۰ به لندن بازگشت. وی به‌عنوان پزشکی زایمان مشغول به کار شد و ظرف مدتی، مبدل به پزشکی مشهور شد و در سال ۱۷۰۶ همکار انجمن سلطنتی گشت.
داگلاس یکی از معتبرترین کالبدشناسان بریتانیا و یک «مامای مرد» نیز بود. از او خواسته شد تا در مورد پروندهٔ مشکوک مری تافت، زنی انگلیسی اهل گودالمینگ در ساری تحقیق کند که در سال ۱۷۲۶ پزشکان را فریب داده بود تا تصور کنند او چند خرگوش به دنیا آورده است و این موضوع در آن هنگام سر و صدای زیادی ایجاد کرده بود. داگلاس علی‌رغم ظن اولیه‌اش (داگلاس معتقد بود همانقدر محتمل است زنی خرگوش بزاید که احتمال دارد خرگوشی بچه انسان بزاید)، به ملاقات مری تافت رفت و خیلی زود متوجه شد که او کلاهبردار است و شیادی‌اش را برملا کرد.
داگلاس مجموعه‌ای از دستور زبان‌های انگلیسی، فرانسوی، لاتین و یونانی و نحوۀ تلفظ واژگان و همچنین فهرست مبسوطی از آثار هوراس تألیف کرد. او همچنین مطالعاتی در زمینۀ گیاه‌شناسی داشت.

## واژه‌شناسی
در نتیجه تحقیقات داگلاس در مورد آناتومی لگن زنان، چندین اصطلاح تشریحی نام خود را از او گرفته‌اند:
- بن‌بست داگلاس

فضای صفاقی که به سبب تغییر مسیر صفاق تشکیل شده است.
- داگلاسیت

التهاب بن‌بست داگلاس
- آبسه داگلاس

چرک در کیسه داگلاس که بیشتر در آپاندیسیت یا التهاب آدنکس رحم دیده می‌شود.
- چین داگلاس

چین صفاقی که مرز جانبی بن‌بست داگلاس را تشکیل می‌دهد.
- خط داگلاس

خط کمانی غلاف ماهیچه راست شکم.
- ستیغ داگلاس

ستیغی که از به هم پیوستنِ چین‌های راتکه تشکیل شده و راست‌روده جنین را تشکیل می‌دهد.